# ساحل گانیسن
پلاژ گانیسن (به انگلیسی: Gunnison Beach) در شبه‌جزیره سندی هوک در غرب شهر فورت‌هنکاک قرار دارد . علت نام‌گذاری این پلاژ به نام گانیسن توپخانه‌ای است با همین نام که در نزدیکی پلاژ قرار دارد . این ساحل تنها ساحل برهنگی آزاد در ایالت نیوجرسی است . 